# Nahanarvaler
Nahanarvaler (eller naharvaler) var enligt Tacitus en germansk folkstam som var bosatta vid övre Weichsel (Wisla) vid tiden för Kristi födelse, och var en av fem huvudstammar bland lugierna. Det finns dock inga andra belägg för att denna folkstam har existerat.